# Fernando Prato
Fernando Prato (Córdoba, Argentina, 1 de enero de 1951) es un exjugador de básquetbol argentino. Jugó profesionalmente en Argentina e Italia. Fue durante más de una década un miembro regular de la selección de básquetbol de Argentina.

## Trayectoria
Producto de la cantera del Hindú Club, se destacó jugando en la Liga Cordobesa de Básquetbol de fines de la década de 1960 y comienzos de la década de 1970. Por su altura, actuaba en la posición de pívot.
En 1974 pasó a jugar para Lanús. Alcanzó un gran nivel en ese club, lo que le abrió la posibilidad de desembarcar en 1976 en la Serie A de Italia, contratado por el Brill Cagliari. Sin embargo sólo jugó un año allí, destacándose por sus aportes en defensa.
Al retornar a la Argentina se reincorporó a Lanús. 
En 1979 se unió a River Plate,  club para el que jugaría hasta 1983.
A comienzos de 1984 regresó a Córdoba para fichar con Atenas. El 26 de abril de 1985 participó del partido inaugural de la Liga Nacional de Básquet, en un duelo en el que su equipo enfrentó a Pacífico de Bahía Blanca. Meses después el Círculo de Periodistas Deportivos de Córdoba le otorgó el Rombo de Oro, un premio honorífico para destacar su trayectoria y aporte al deporte cordobés, enfatizando especialmente su constante participación en la selección de Córdoba en el Campeonato Argentino de Básquet.
Se retiró a finales de 1987, luego de consagrarse campeón de la temporada 1987 de la LNB.
Tras abandonar la práctica profesional del deporte, continuó vinculado al básquetbol desempeñándose por varios años como comentarista en la transmisión radial de partidos de la LNB.

### Clubes
| Club           | País      | Año        |
| -------------- | --------- | ---------- |
| Hindú          | Argentina | 1967-1974  |
| Lanús          | Argentina | 1974-1976  |
| Brill Cagliari | Italia    | 1976- 1977 |
| Lanús          | Argentina | 1978       |
| River Plate    | Argentina | 1979-1983  |
| Atenas         | Argentina | 1984-1987  |

## Selección nacional
Prato tuvo una extensa participación con la selección de básquetbol de Argentina.
Disputó tres ediciones de los Juegos Panamericanos (1971, 1975 y 1979) y de cinco ediciones del Campeonato Sudamericano de Baloncesto (1973, 1976, 1979, 1981 y 1983).
También disputó la Copa Intercontinental de 1979, un torneo que enfrentaba a equipos europeos contra equipos americanos. Tuvo una destacada actuación ante la URSS, interviniendo en la última jugada del partido en el que los argentinos vencieron por primera vez en su historia a los soviéticos.

## Vida personal
Es padre de Patricio Prato, quien también jugó profesionalmente en Argentina e Italia y representó a su país internacionalmente.